# Ivar Rönnberg
Ivar Ingemar Rönnberg, född 31 januari 1912 i Rönnholm, Nordmalings socken i Västerbottens län, död 2 mars 1986 i Lögdeå, var en svensk teckningslärare, målare och konsthantverkare.
Han var son till hemmansägaren Victor Rönnberg och Helfrid Dissler och från 1939 gift med Beda Johansson. Rönnberg var som konstnär autodidakt och kom in på konstnärsbanan sent i livet efter att under flera år arbetat som dekorationsmålare. Separat ställde han ut i Umeå 1952 och tillsammans med Klas Engman och Åke Lagerborg ställde han ut i Nordmaling 1952 samt tillsammans med Gudmund Forssman i Lycksele 1960. Han medverkade i utställningarna Yngre västerbottenskonstnärer i Umeå, Konstfrämjandets vandringsutställningar och Nyårssalongen i Örnsköldsvik. Hans konst består av figurbilder, porträtt, stilleben och norrländska landskapsmotiv huvudsakligen utförda i pastell och i mindre omfattning olja, gouache eller mosaik. Vid sidan av sitt eget skapande var han verksam som teckningslärare vid samrealskolan i Nordmaling. Rönnberg finns representerad vid Centrala yrkesskolan i Umeå och Hällnäs sanatorium i Västerbotten.